# Tom Richards
Thomas "Rusty" James Richards MC (Nova Gal·les del Sud, 29 d'abril de 1882 - Brisbane, 25 de setembre de 1935) va ser un jugador de rugbi australià que va competir amb la selecció d'Austràlia a començaments del segle XX com a tercera línia.
Va ser un jugador destacat a la seva època, i el primer Wallabie que jugà pels British and Irish Lions. En record seu existeix la Copa Tom Richards. Des del 2015 és membre de l'Australian Rugby Union Hall of Fame.
La seva família arribà a Austràlia durant la febre de l'or. Des de petit jugà a rugbi. Entre 1899 i 1905 jugà als Queensland Reds, moment en què marxà amb la seva família a Sud-àfrica. Allà jugà amb els Golden Lions i descobrí el plaer de viatjar pel món. El seu darrer club va ser el Stade Toulousain, tot i que se sap que posteriorment jugà a rugbi a Suïssa.
El 1908 fou seleccionat per jugar amb la selecció d'Austràlia de rugbi a 15 que va prendre part en els Jocs Olímpics de Londres, en què guanyà la  medalla d'or.
Va ser seleccionat pels British and Irish Lions per la Gira que van fer a l'Argentina i Sud-àfrica el 1910, formant part de l'equip que s'hauria d'enfrontar als Springboks.
Iniciada la Primera Guerra Mundial, s'allistà en la Primera Força Imperial Australiana l'agost de 1914 i marxà amb la seva divisió a Egipte. Inicialment exercí com a portalliteres, però el març de 1916 va ser nomenat soldat de primera classe, moment a partir del qual aniria ascendint fins a tinent. Fou condecorat pels seus serveis.
Un cop finalitzada la guerra no tornà a jugar a rugbi.